# جی.آی. جین
جی. آی. جین (انگلیسی: G.I. Jane) یک فیلم اکشن و درام آمریکایی محصول سال ۱۹۹۷ به کارگردانی ریدلی اسکات با بازی دمی مور، ویگو مورتنسن و آن بنکرافت است. این فیلم داستان تخیلی اولین زنی را روایت می‌کند که تحت آموزش عملیات ویژه مشابه نیروی دریایی ایالات متحده قرار گرفت.
این فیلم توسط لارگو انترتینمنت، اسکات فری پروداکشنز و کاروان پیکچرز تولید و توسط هالیوود پیکچرز توزیع شده است. اگرچه بازخوردهای کلی مثبتی دریافت کرد و بازی مور مورد تحسین قرار گرفت، اما او همچنان برنده جایزه تمشک طلایی برای بدترین بازیگر زن شد. در باکس آفیس ایالات متحده در شماره ۱ افتتاح شد، جایی که به مدت دو هفته باقی ماند، اما در نهایت تبدیل به یک بمب باکس آفیس شد و با بودجه ۵۰ میلیون دلاری فقط ۴۸ میلیون دلار به دست آورد.

## بازیگران
- دمی مور
- ویگو مورتنسن
- آن بنکرافت
- جیمز کاویزل
- جان مایکل هیگینس
- اسکات ویلسون
- موریس چسنات
- جاش هاپکینز
- لوسیندا جنی

## بازخوردها
- این فیلم در ایالات متحده در رتبه اول اکران شد و در آخر هفته افتتاحیه ۱۱ میلیون دلار فروش کرد و در مجموع در ۱٫۹۴۵ سللن در سینما اشت. در آخر هفته دوم، این فیلم با فروش ۱۰٫۱ میلیون دلار در رتبه اول باقی ماند. در پایان فیلم در گسترده‌ترین اکران با ۲۰۴۳ سینما بازی کرد و ۴۸٫۱ میلیون دلار در داخل کشور فروخت که کمی کمتر از بودجه تولید ۵۰ میلیون دلاری خود بود.[۴]
- در متاکریتیک، این فیلم بر اساس نقدهای ۲۱ منتقد، امتیاز ۶۲ از ۱۰۰ را به خود اختصاص داده است که نشان دهنده «بررسی‌های عموماً مطلوب» است.[۵]
- تماشاگرانی که توسط سینماسکور مورد بررسی قرار گرفتند به فیلم نمره "A-" در مقیاس A تا F دادند.[۶]

## داستان
یک خانم سناتور با تلاش زیاد موفق می‌شود یک زن را در تمرینات نیروی دریایی ارتش ثبت نام کند، در حالی که هیچ‌کس انتظار ندارد او از امتحانات پیش رویش سربلند بیرون آید…